# Chad Taylor (drummer)

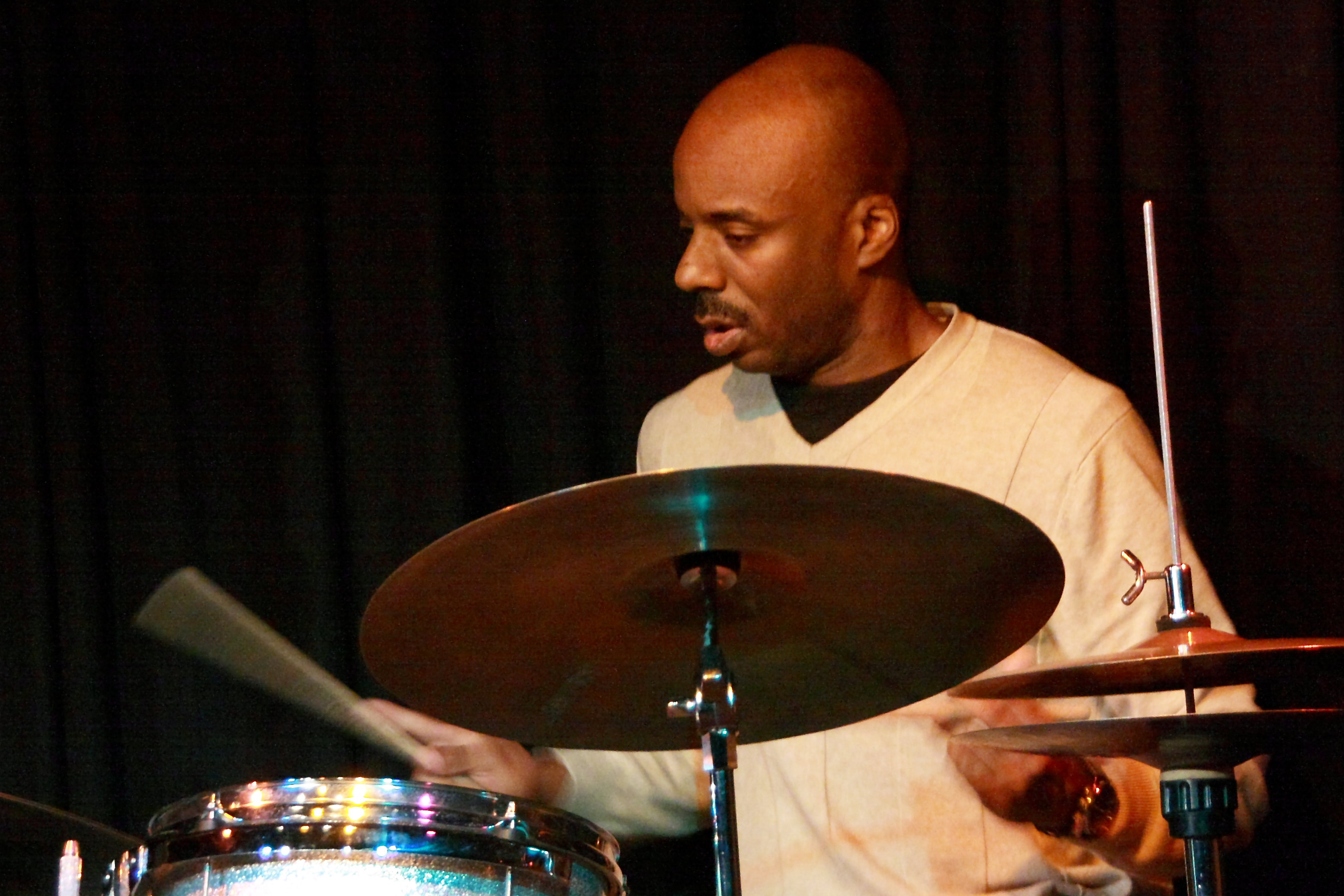
Chad Taylor met Digital Primitives in Club W71, 2012

Chad Taylor (Tempe, 19 maart 1973) is een Amerikaanse drummer en bandleider in de modern creative en geïmproviseerde muziek.

## Biografie
Taylor begon begin jaren 90 in de jazzscene van New York en Chicago te werken. Hij was met Rob Mazurek en Jeff Parker medeoprichter van Chicago Underground Orchestra. Hij speelde bij Triptych Myth van Cooper-Moore en in Digital Primitives met Assif Tsahar. Hij speelde bij Marc Ribot's Spiritual Unity en werkte met Pharoah Sanders, Roscoe Mitchell, John Zorn, Evan Parker, Ellery Eskelin, Tony Malaby, Nicole Mitchell, Henry Grimes, Avram Fefer en Craig Taborn. In 2008 verscheen van hem zijn debuutalbum Circle Down (482 Music), een trio-plaat met saxofonist Chris Lightcap en pianiste Angelica Sanchez. Taylor woont tegenwoordig in Jersey City, waar hij optreedt met zijn groep Band Circle Down.
Chad Taylor moet niet worden verward met de gelijknamige rockgitarist.

## Discografie (selectie)
- Chicago Underground Trio – 12 Degress of Freedom (Thrill Jockey, 1997)
- Chicago Underground Trio – Possible Cube (Delmark Records, 1998)
- Fred Anderson Quartet Vol. 1 & 2 (Asian Improv, 1998)
- Chicago Underground Quartet (Thrill Jockey, 2000)
- Matana Roberts – Sticks and Stones (482 Music, 2002)
- Tom Abbs – Conscription (CIMP, 2003)
- Jeff Parker – Like-coping (Delmark, 2003)
- Cooper-Moore/ Tom Abbs/ Chad Taylor – Triptych Myth (Hopscotch Records, 2004)
- Digital Primitives – Hum Crackle & Pop (Hopscotch Records, 2009), met Cooper-Moore & Assif Tsahar
- Avram Fefer – Eliyahu (2011)
- Fred Anderson – 21st Century Chase (Delmark, 2011), met Jeff Parker, Chad Taylor, Harrison Bankhead, Henry Grimes
- Marc Ribot Trio – Live at the Village Vanguard (Pi Recordings, 2014)